# San Gabriel (Alicante)
San Gabriel es un barrio de la ciudad española de Alicante. Según el padrón municipal, cuenta en el año 2022 con una población de 4981 habitantes (2548 mujeres y 2433 hombres). Se sitúa entre los barrios Gran Vía Sur al norte y El Palmeral-Urbanova-Tabarca al sur y está incluido en el distrito 3 de la capital alicantina.

## Historia
El barrio de San Gabriel fue constituido en el año 1906 y se encuentra ubicado al sur de la rambla de las Ovejas —popularmente conocida como barranco de las Ovejas—, que lo separa del resto de la ciudad. En la época de la guerra civil española, el 5 de enero de 1937, su denominación fue modificada a barrio de la Armonía, nombre que mantuvo hasta justo dos años después, 5 de enero de 1939, antes del fin de la guerra, cuando recuperó su denominación original, el cual ha conservado desde entonces. El nombre de Armonía es conservado actualmente por una de las calles del barrio. En 1982 fue prácticamente arrasado por el desbordamiento de esta rambla, cuyas aguas alcanzaron los 400 m³/s provocando innumerables destrozos y pérdidas humanas. En las inundaciones de Alicante del año 1997, aunque con menor impacto que en 1982 ya que el canal solo alcanzó los 100 m³/s, también hubo diversos destrozos que dejaron asolados los barrios de Benalúa, Polígono Babel, San Gabriel y otros más. Estas riadas afectaron a toda la ciudad.

## Población
Según el padrón municipal de habitantes de Alicante, la evolución de la población del barrio de San Gabriel en los últimos años, del 2011 al 2022, tiene los siguientes números:
|              | 2011 | 2012  | 2013  | 2014   | 2015  | 2016  | 2017  | 2018 | 2019 | 2020  | 2021 | 2022  |
| ------------ | ---- | ----- | ----- | ------ | ----- | ----- | ----- | ---- | ---- | ----- | ---- | ----- |
| Población    | 4658 | 4713  | 4794  | 4903   | 4891  | 4935  | 5014  | 5022 | 5029 | 5003  | 4994 | 4981  |
| (Diferencia) |      | (+55) | (+81) | (+109) | (-12) | (+44) | (+79) | (+8) | (+7) | (-26) | (-9) | (-13) |

## Fiestas tradicionales de San Gabriel
Fiestas declaradas tradicionales y populares de la ciudad de Alicante en 2007. Fundadas en 1925 en un primer momento para festejar la llegada del tendido de luz eléctrica al barrio y después en honor al arcángel San Gabriel, patrón del barrio. En sus orígenes se celebró en el mes de septiembre, trasladándose posteriormente a la última semana completa del mes de julio, como es en la actualidad.

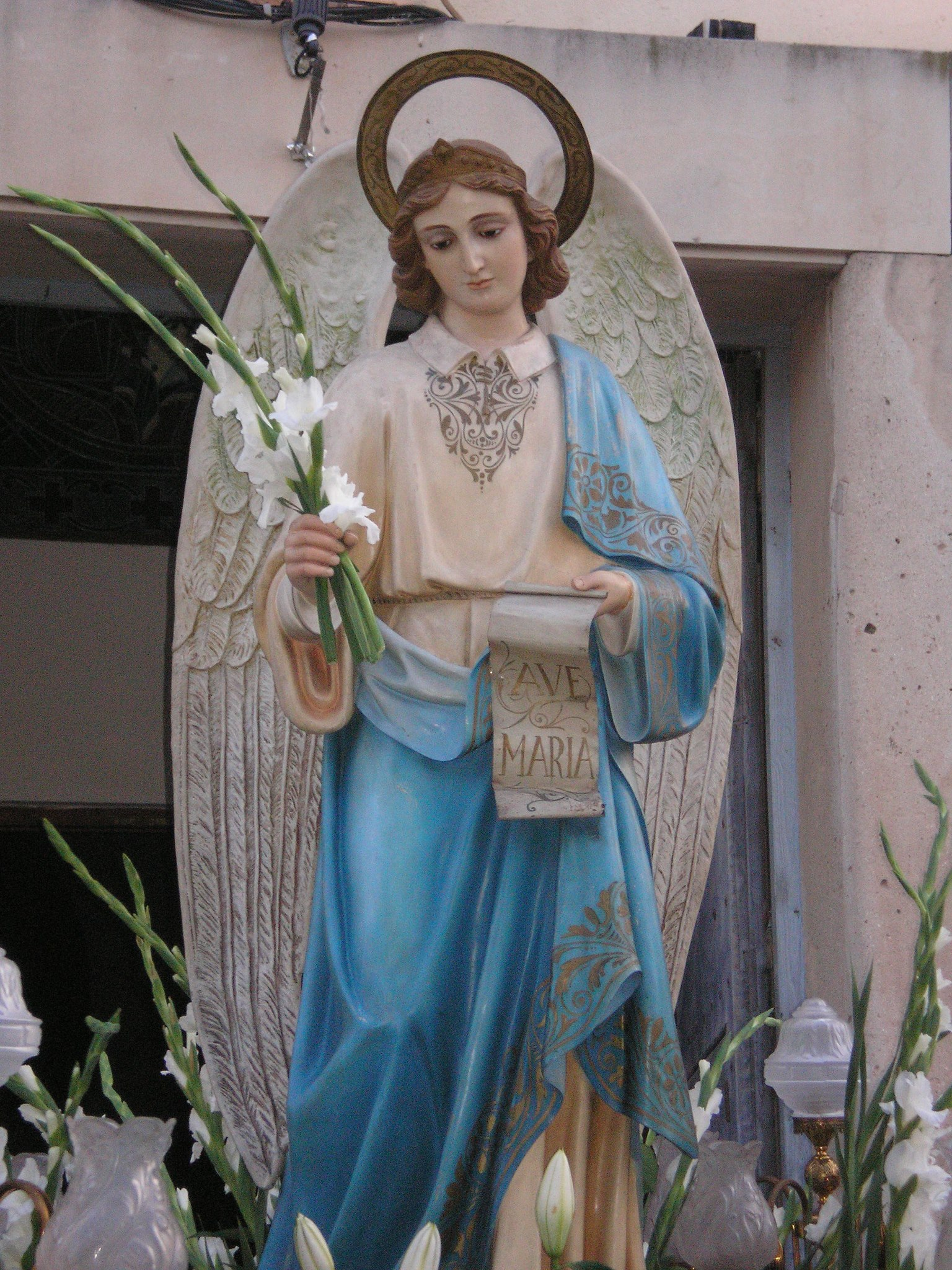
Patrón del barrio San Gabriel

Son fiestas de carácter popular, donde prima el toque tradicional que caracteriza al barrio, alejado del neón de la ciudad y del gentío masivo de otras fiestas de la ciudad.

### Elementos de la fiesta
Comisión de Fiestas
Órgano que regula y coordina las fiestas, encargado de la elaboración del programa así como la gestión y recaudación del presupuesto.
El mandato es por un año, renovable de forma indefinida por periodos igualmente anuales.
Peñas o Barracas
Las diferentes agrupaciones festivas se organizan en lo que se llama peñas o barracas, que son recintos acotados donde los festeros disfrutan de forma privada de los días grandes. Las barracas y las fiestas conviven desde sus inicios con un mismo objetivo, el engrandecimiento de las fiestas tradicionales. En la actualidad se cuenta con seis asociaciones: Peña Los Coyotes, Peña Las Palmas, Peña Los Piratas, Peña Los Doce Puentes, Peña Los Bandoleros y Peña El Ancla.
Llibret de Fiestas
Se trata de un libro donde cada año se anuncia al barrio la programación y novedades que van a ocurrir durante las fiestas. Suele estar tematizado con algún elemento del barrio, pues desde los últimos años se ha dedicado a las calles adornadas, así como a la evolución de nuestros actos. También es el escaparate donde las nuevas representantes aparecen fotografiadas con su traje oficial y su banda acreditativa.
Indumentaria Tradicional
La comisión viste con el traje de labrador y labradora (Zaragüell), típico de nuestra zona. Las representantes de cada año visten con el traje de novia alicantina.
Calles Adornadas
Si bien es un concurso, debido a su idiosincrasia y tradición se ha convertido en uno de los elementos que más caracterizan las fiestas.
Los vecinos organizados en sus calles plantean una temática, preparando decorados y adornos artísticos, así como elementos naturales. Este es uno de los concursos más antiguos y con más tradiciones en las fiestas alicantinas, ya que no solo se celebra en San Gabriel, sino también en otros barrios como el Raval Roig y Santa Cruz, entre otros.

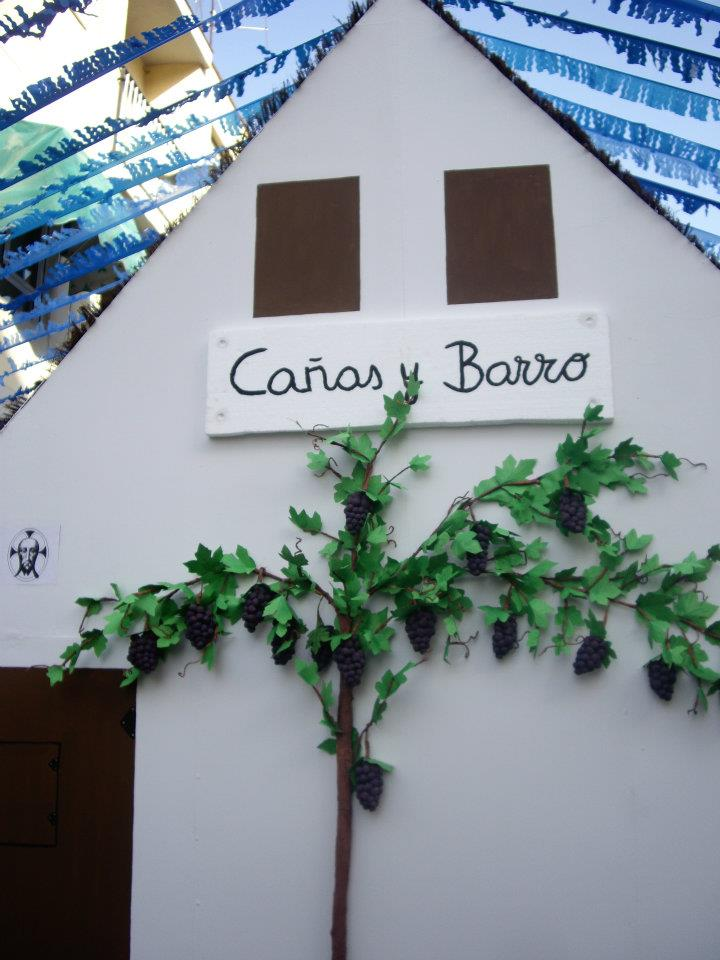
Calle ganadora del concurso en el 2012

### Actos centrales
Coronación de las Reinas y Corte de Honor
Acto multitudinario donde se presentan a las nuevas representantes de las fiestas durante todo el ejercicio. Suele constar de dos partes, una introductoria o artística y otra protocolaria.
Pregón de Fiestas

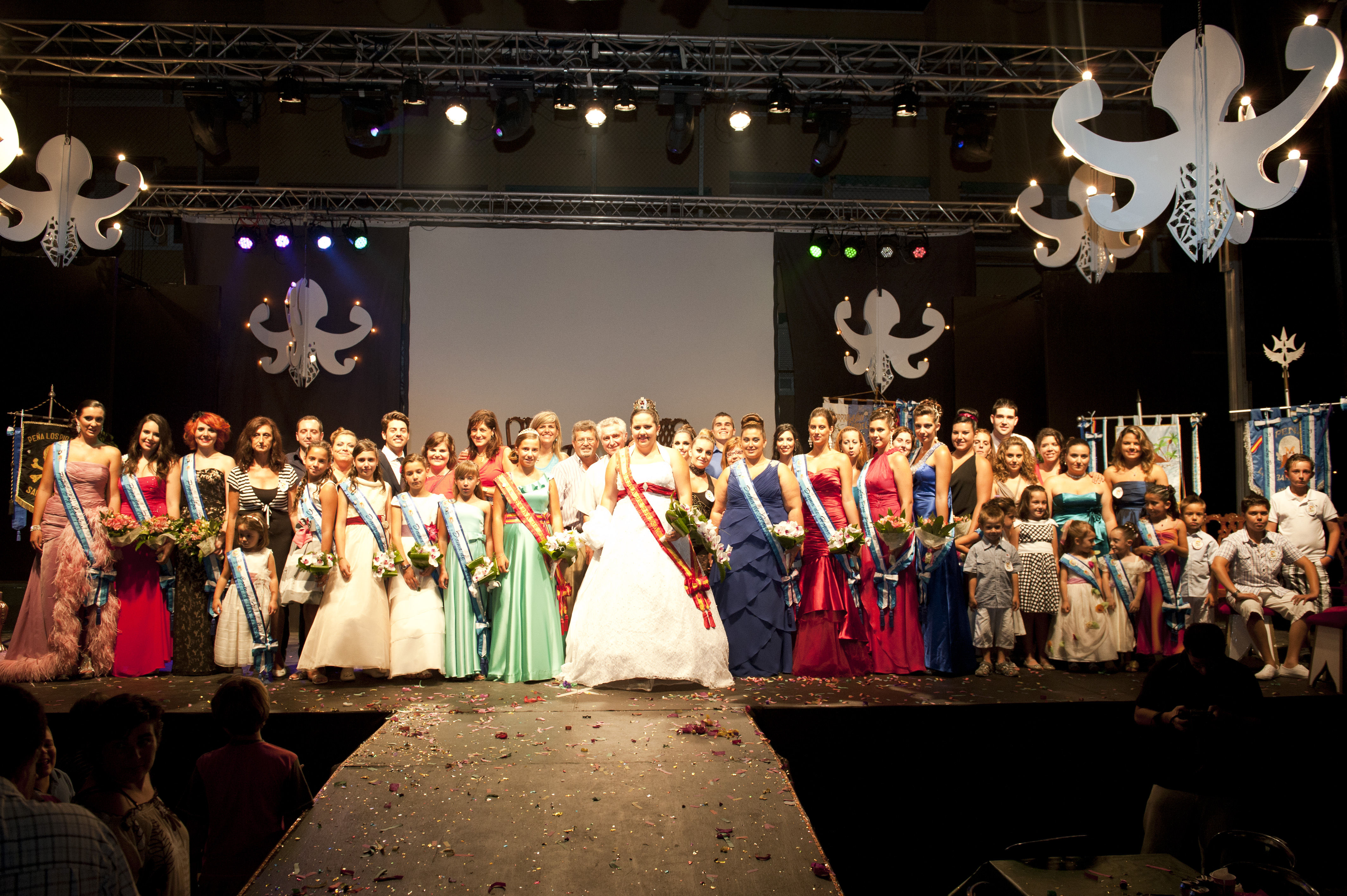
Acto de Coronación de Reinas y Corte 2012

Cada año, un invitado relevante de la sociedad alicantina es el encargado de dar el pistoletazo de salida a las fiestas, homenajeando la labor realizada y anticipando actos de especial relevancia. Entre los más relevantes se encuentran la Alcaldesa de Alicante D. Sonia Castedo, así como el Senador por Alicante D. Miguel Campoy.
Día Infantil
En toda fiesta que se precie no puede faltar un apartado dedicado a los más pequeños. Pues bien, las fiestas cuentan con un día especial dedicado a ellos, con diversas actividades lúdicas como una gran feria, cuenta cuentos así como de una merienda.
Ofrenda de Flores
Cada año, los vecinos del barrio rinden homenaje y devoción al patrón entregándole un ramo de flores donde plasman sus deseos y peticiones. En los últimos años se ha estructurado y se ha construido un catafalco para la realización de un tapiz floral, que cada año muestra un dibujo diferente.
Cabalgata Humorística
Quizás el acto más multitudinario de todas las fiestas. Con gran participación de vecinos formando grupos o de forma individual se caracterizan de una temática o disfraz con el que concursan por los premios en diferentes categorías. Además se cuenta con la cabalgata de carrozas, donde las representantes de cada año desfilan acompañadas por una comitiva compuesta por su barraca o peña
Mascletá
Desde los orígenes de las tradiciones alicantinas la pólvora y el manejo de ella han estado ligadas a cualquier expresión festiva. Desde el disparo de una traca al de un cohete las fiestas han caminado de la mano con grandes profesionales de la pólvora, ya que en el palmarés se ha contado con la presencia de las figuras más relevantes de este sector, como la Pirotecnia Caballer o Martí, entre otros.
Procesión

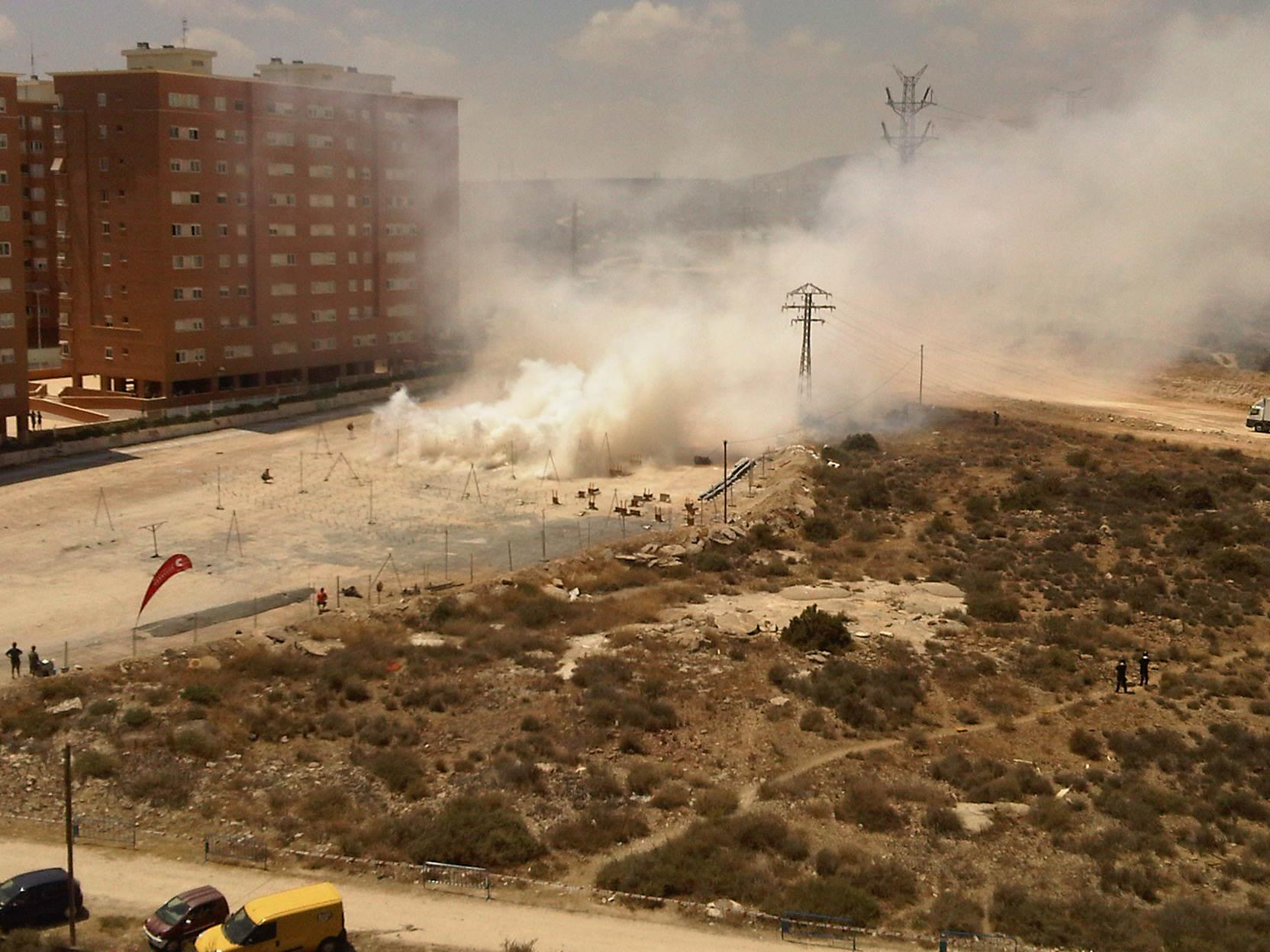
Mascletá de Vicente Caballer, en 2012

Acto religioso de devoción al patrón que sale en andas y donde los vecinos lo acompañan en procesión religiosa por las calles del barrio. Actualmente es regida por una agrupación de vecinos, la denominada "Cofradía de San Gabriel Arcángel".
Fuegos Artificiales
Pone el broche de oro al fin de fiestas el disparo de un castillo de fuegos artificiales. Si bien han sido disparados desde varios puntos del barrio, incluido desde la playa, actualmente se disparan desde el descampado anexo a la calle de Ramón Gómez Sempere. Entre los pirotécnicos más destacados que se han hecho cargo de este espectáculo se encuentra la Pirotécnica Ferrandez o Pirotecnia Caballer, entre otros.